# Codex Sangallensis 857

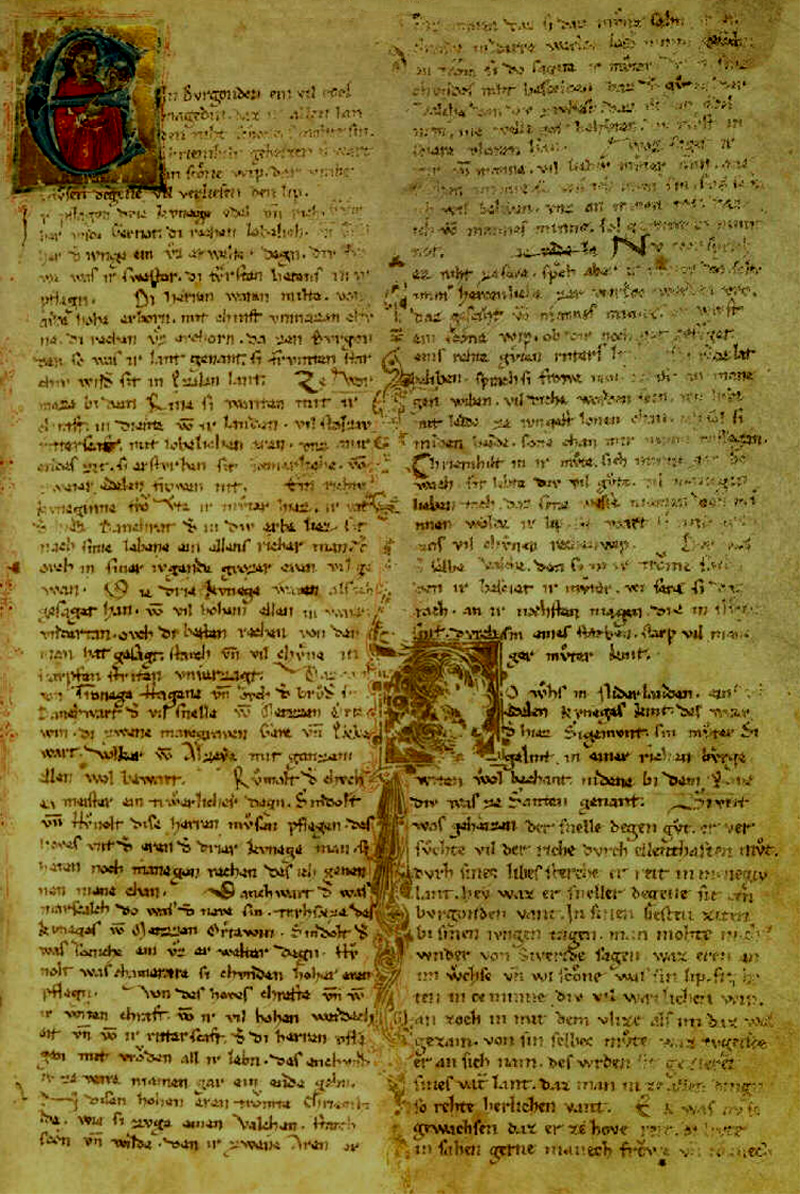
Strophen 1 - 22.2. Der Nibelunge nôt des Codex Sangallensis 857 (Handschrift B)

Der Codex Sangallensis 857 ist die umfangreichste komplett erhaltene deutschsprachige Epen-Sammelhandschrift des 13. Jahrhunderts. Sie enthält eine der bedeutendsten Abschriften des Nibelungenlieds, die als Nibelungenhandschrift B bezeichnet wird.

## Inhalt
- Wolfram von Eschenbach: Parzival
- Nibelungenlied (Nibelungenhandschrift B)
- Nibelungenklage
- Der Stricker: Karl der Große
- Wolfram von Eschenbach: Willehalm
- Friedrich von Sonnenburg: Sangspruchstrophen
- Konrad von Fußesbrunnen: Kindheit Jesu
- Konrad von Heimesfurt: Unser vrouwen hinvart

## Gestalt
318 Blätter des Manuskripts liegen in der Stiftsbibliothek St. Gallen, fünf Blätter in der Berliner Staatsbibliothek (mgf 1021) und die Innenspalte eines Blattes in der Badischen Landesbibliothek in Karlsruhe (Cod. K 2037). Die 318 Blätter in der Stiftsbibliothek von St. Gallen wurden von sechs oder sieben verschiedenen Händen geschrieben.
Jedes Epos beginnt mit einer neuen Lage. Vom Hauptschreiber stammen der komplette Willehalm, er hat den von einem anderen Schreiber begonnen Parzival fortgesetzt und auch noch Teile des Nibelungenlieds mit erstellt. Dabei verweisen Sprache und Einrichtung der verschiedenen Hände auf eine professionelle Schreibstube, die sich wohl im Alpenraum befunden hat. Das Scriptorium bediente sich darüber hinaus italienischer Illuminatoren, worauf der kostbare Initialschmuck hindeutet. Des Weiteren geht man davon aus, dass das Werk nicht von Anfang an als komplette Sammlung genutzt, sondern nachträglich zusammengefügt wurde. Darauf deuten Gebrauchsspuren am Anfang der einzelnen Dichtungen hin.
Die Blattgröße der Sammlung beträgt 310–315 × 215 mm, wovon 255–260 × 165 mm beschrieben wurden. Die Blätter wurden zweispaltig beschrieben. Die Versgestaltung ist dabei nicht im kompletten Codex gleich, sondern bei Parzival, Karl der Große und Willehalm abgesetzt, beim Nibelungenlied, der dazugehörigen Klage, den Sangspruchstrophen Friedrichs von Sonnenburg, Kindheit Jesu und Unser vrouwen hinvart jedoch nicht.

## Geschichte
Die Entstehung der St. Galler Sammelhandschrift 857 wird auf die Mitte des 13. Jahrhunderts datiert – die Stiftsbibliothek St. Gallen selbst schreibt auf ihrer Webseite sogar sehr explizit „um 1260“.
Die Epensammlung stammt aus dem Nachlass des Schweizer Historikers und Staatsmanns Aegidius Tschudi und befindet sich seit 1768 im Besitz der Stiftsbibliothek. Da sie zusammen mit der Berliner Handschrift (Mgf 1062) oder auch Riedegger Handschrift um 1300 und der ebenfalls um 1300 entstandenen Donaueschinger Handschrift (Fürstl. Fürstenbergische Hofbibliothek 74) zur Sammlung der drei vollständig erhaltenen großen Sammlungen gehört, wurde sehr bald ihr Wert für die damals noch junge Disziplin der germanistischen Forschungen erkannt. Johann Jakob Bodmer, Karl Lachmann und Friedrich Heinrich von der Hagen sind unter den ersten Wissenschaftlern, die sich eingehend mit der Sammlung beschäftigen.
Davon ausgehend basieren auch heute noch die maßgeblichen Editionen des Nibelungenlieds, des Parzival und des Willehalm auf diesem Codex. Außerdem diente er als Grundlage bei der Entwicklung einer normalisierten Schreibung für das Edieren mittelhochdeutscher Texte.
Jüngere Forschungen zeigten dann, dass mit den beiden Dichtungen Kindheit Jesu von Konrad von Fußesbrunnen und Unser vrouwen hinvart von Konrad von Heimesfurt auch zwei geistliche Texte zu dem Manuskript gehören. Diese Seiten wurden jedoch zu einem unbekannten Zeitpunkt aus dem Kodex herausgelöst und befinden sich heute in Bibliotheken in Berlin und Karlsruhe (siehe oben).
Die Nibelungenhandschrift B zählt gemeinsam mit der Hohenems-Münchener Handschrift A und der Donaueschinger Nibelungenhandschrift C seit 2009 zum UNESCO-Weltdokumentenerbe.